# Cali Timmins
Carolyn „Cali“ Timmins (* 27. April 1963 in Montreal, Québec) ist eine kanadische Schauspielerin. Sie machte in den 1980er Jahren durch Nebenrollen in Spielfilmen und Episodenrollen verschiedener Fernsehserien ihre ersten Schritte als Schauspielerin, ehe sie von 1983 bis 1989 in der Fernsehserie Ryan's Hope mitwirkte und dadurch einem breiten Publikum bekannt wurde. In den 1990er Jahren waren Episodenrollen in verschiedenen Fernsehserien ein ständiger Wegbleiter ihrer Schauspiellaufbahn.

## Leben
Timmins wuchs mit drei Brüdern und zwei Schwestern im kanadischen Montreal auf. Ihre Geschwister Michael Timmins (* 21. April 1959), Margo Timmins (* 27. Januar 1961) und Peter Timmins (* 29. Oktober 1965) spielen in der Band Cowboy Junkies. Sie ist seit 1997 mit dem US-amerikanischen Schauspieler Geoff Pierson verheiratet. Die beiden sind Eltern zweier Kinder.
Sie verkörperte von 1983 bis 1989 in insgesamt 148 Episoden die Rolle der Maggie Shelby Coleridge in der Fernsehserie Ryan's Hope. Von 1988 bis 1989 übernahm sie in 16 Episoden die Rolle der Maggie Davenport. Von 1990 bis 1992 war sie in insgesamt 47 Episoden der US-amerikanischen Fernsehserie Another World in verschiedenen Rollen zu sehen. In den 1990er Jahren war sie überwiegend in Episodenrollen verschiedener kanadischer und US-amerikanischer Fernsehserien wie Auf eigene Faust, Tropical Heat, Walker, Texas Ranger, RoboCop, Mord ist ihr Hobby oder Baywatch – Die Rettungsschwimmer von Malibu zu sehen, konnte aber auch Besetzungen in Filmen vorweisen. Zuletzt war sie 2000 in einer Episode der Fernsehserie Pretender als Schauspielerin tätig.

## Filmografie
- 1980: Saat der Unschuld (Seed of Innocence)
- 1981: Hangin' In (Fernsehserie, Episode 1x02)
- 1983: Loving Friends and Perfect Couples (Fernsehserie, 2 Episoden)
- 1983: Spacehunter – Jäger im All (Spacehunter: Adventures in the Forbidden Zone)
- 1983–1989: Ryan's Hope (Fernsehserie, 148 Episoden)
- 1984: Hotel New Hampshire (The Hotel New Hampshire)
- 1988–1989: Katts und Dog (Katts and Dog) (Fernsehserie, 16 Episoden)
- 1989: Diamonds (Fernsehserie, Episode 2x19)
- 1990–1992: Another World (Fernsehserie, 47 Episoden, verschiedene Rollen)
- 1992: Secret Service (Fernsehserie, Episode 1x09)
- 1992: E.N.G. (Fernsehserie, Episode 3x13)
- 1993: Die Waffen des Gesetzes (Street Legal) (Fernsehserie, 3 Episoden)
- 1993: Beyond Reality (Fernsehserie, Episode 2x19)
- 1993: Nick Knight – Der Vampircop (Forever Knight) (Fernsehserie, Episode 1x21)
- 1993: Auf eigene Faust (Counterstrike) (Fernsehserie, Episode 3x16)
- 1992: Tropical Heat (Sweating Bullets) (Fernsehserie, 2 Episoden, verschiedene Rollen)
- 1993: Kung Fu – Im Zeichen des Drachen (Kung Fu – The Legend Continues) (Fernsehserie, Episode 1x17)
- 1993: Walker, Texas Ranger (Fernsehserie, Episode 2x07)
- 1994: Highlander (Fernsehserie, Episode 2x11)
- 1994: Diagnose: Mord (Diagnosis Murder) (Fernsehserie, Episode 1x13)
- 1994: Green Dolphin Beat (Fernsehfilm)
- 1994: RoboCop (RoboCop: The Series) (Fernsehserie, Episode 1x15)
- 1994: Ein Mountie in Chicago (Due South) (Fernsehserie, Episode 1x03)
- 1994: The Takeover – Nackte Gewalt (The Takeover)
- 1995: Mord ist ihr Hobby (Murder, She Wrote) (Fernsehserie, Episode 11x16)
- 1995: Tek War – Krieger der Zukunft (TekWar) (Fernsehserie, Episode 1x10)
- 1995: Im Netz der Begierde (Woman of Desire)
- 1995: Schatz, du bist verhaftet / Die Sex-Falle (Fast Company) (Fernsehfilm)
- 1996: Frasier (Fernsehserie, Episode 3x14)
- 1996: Cybill (Fernsehserie, Episode 2x21)
- 1996: Baywatch – Die Rettungsschwimmer von Malibu (	Baywatch) (Fernsehserie, Episode 7x02)
- 1997: Der Mann an sich... (Men Behaving Badly) (Fernsehserie, Episode 1x18)
- 1997: Alarm für Security 13 (Hostile Force) (Fernsehfilm)
- 1997: Fast Track (Fernsehserie, Episode 1x08)
- 1998: Der Serienmörder – Hotline ins Bordell (Sealed with a Kiss) (Fernsehfilm)
- 1998: Zwei ungleiche Schnüffler (Catch Me If You Can) (Fernsehfilm)
- 1999: Inferno der Flammen (Heaven's Fire) (Fernsehfilm)
- 2000: Pretender (Fernsehserie, Episode 4x08)